# Wyalkatchem Shire
Koordinaten: 31° 10′ S, 117° 23′ O

Das Shire of Wyalkatchem ist ein lokales Verwaltungsgebiet (LGA) im australischen Bundesstaat Western Australia. Das Gebiet ist 1595 km² groß und hat etwa 500 Einwohner ("016).
Wyalkatchem liegt im westaustralischen „Weizengürtel“ im Zentrum des Staates etwa 170 Kilometer nordöstlich der Hauptstadt Perth. Der Sitz des Shire Councils befindet sich in der Ortschaft Wyalkatchem, wo etwa 300 Einwohner leben (2016).

## Verwaltung
Der Wyalkatchem Council hat sieben Mitglieder. Sie werden von allen Bewohnern der LGA gewählt. Wyalkatchem ist nicht in Bezirke unterteilt. Aus dem Kreis der Councillor rekrutiert sich auch der Ratsvorsitzende und Shire President.